# تيكيان
عملات نقدية حديدية ( (بالصينية التقليدية: 鐡錢؛ بالصينية المبسطة: 铁钱؛ البينيين: tiě qián) ( باللغة الفيتنامية : Thiết tiền؛ باليابانية : 鉄銭（てっせん）؛ بالروماجي : Tessen) هي نوع من العملات النقدية الصينية التي أنتجت في أوقات مختلفة خلال التاريخ النقدي للصين الإمبراطورية وكذلك في اليابان وفيتنام. غالبًا ما قاموا بأنتاج العملات النقدية الحديدية في المناطق التي كان فيها النحاس غير كافٍ، أو كوسيلة لدفع النفقات العسكرية المرتفعة في أوقات الحرب، وكذلك للصادرات في أوقات العجز التجاري.
في حين أن أقدم العملات النقدية الحديدية المسجلة في التاريخ الصيني كانت عملات وو تشو (五銖 118 قبل الميلاد - 618 بعد الميلاد)، فإن العملات النقدية المكتشفة أو الحديدية من بان ليانغ (半兩) التي أنتجت خلال عهد أسرة هان الغربية خلال الخمسينيات من القرن العشرين تشير إلى أنها ربما كانت أقدم. أنتج أكبر عدد من العملات النقدية الحديدية خلال فترة أسرة سونغ نتيجة لندرة النحاس والنفقات العسكرية المرتفعة، من بين أسباب أخرى. كانت آخر محاولة حكومية لإصدار عملات نقدية حديدية خلال خمسينيات القرن التاسع عشر في عهد أسرة تشينغ المانشو.
لم يكن الصينيون هم وحدهم من ينتجون العملات النقدية، حيث كانت الدول الأخرى المنتجة للعملات النقدية تصدرها أيضًا في ظروف مماثلة أو من خلال دور سك خاصة. في اليابان، أنتجت العملات المعدنية النقدية Kan'ei Tsūhō (寛永通寳) بواسطة دار سك العملة Kamedo في ستينيات القرن الثامن عشر.

## الملخص
على مدار التاريخ الصيني، حاول عدد من الملوك إدخال العملات النقدية الحديدية إلى السوق، ولكن نظرًا لأن رعاياهم لم يقبلوا عليها أبدًا، كانت معظم هذه المحاولات لإصدارها قصيرة الأجل إلى حد ما. في بعض الأحيان كانت العملات البرونزية المصبوبة تحتوي على كمية معينة من الحديد، ولكن في هذه الحالات لم يكن الحديد مختلطًا بسبائك النحاس نفسها، حيث لم يقوموا بإزالته أثناء عملية الإنتاج، على سبيل المثال مع بعض العملات المعدنية ذات الثقوب المستديرة في فترة الممالك المتحاربة مع نقش «يوان» (垣) والتي كانت مصنوعة من حوالي 30٪ من الحديد. وبالتالي قللت القوة الميكانيكية للعملات المعدنية المصبوبة، ولكن في حالة العملات المعدنية لم يكن هذا الأمر بنفس أهمية الأدوات لأنها لم تخدم أي وسيلة عملية أخرى غير قيمتها السلعية.
أنتجت العملات النقدية الحديدية خلال عهد أسرة هان، وفترة الممالك الثلاث، وفترة السلالات الشمالية والجنوبية، وفترة السلالات الخمس والعشر ممالك، وسلالة سونغ، وسلالة جين (1115-1234)، وسلالة شيا الغربية، وسلالة مينغ، وسلالة تشينغ، ولكن ليس خلال عهد أسرة تشو، وسلالة جين (266-420)، وسلالة سوي، وسلالة تانغ، وسلالة لياو، وسلالة يوان.

## عملات نقدية من بان ليانغ

### سلالة هان الغربية
من المحتمل أن تكون الصين قد بدأت لأول مرة في استخدام العملات النقدية الحديدية خلال عهد أسرة هان الغربية، وقد استنتج ذلك بعد اكتشاف عدد من العملات النقدية الحديدية من عصر بان ليانغ (半兩) في مقابر عصر هان الغربية في مدينتي هنغيانغ وتشانغشا في خونان بين عامي 1955 و1959. كما اكتشفت عينات أخرى من العملات النقدية الحديدية من نوع بان ليانغ في مقاطعة سيتشوان.

## عملات نقدية من وو تشو

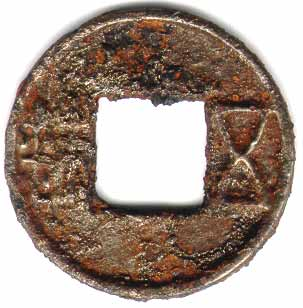
عملة نقدية حديدية من نوع Wu Zhu (五銖) منسوبة إلى ولاية Chengjia في Gongsun Shu.

### تشنغجيا
تُنسب عملات وو تشو الحديدية في تشنغجيا، والتي تشبه عملة وو تشو في عهد أسرة هان الغربية، إلى جونجسون شو، الذي تمرد في سيتشوان في عام 25 بعد الميلاد، وأصدر عملات معدنية حديدية، اثنتان منها تساويان عملة واحدة جيان وو وو تشو ( (بالصينية: 建武五銖؛ البينيين: jiàn wǔ wǔ zhū)). رأس مكون الزو مستدير. نموذجي من هان وو تشو الشرقي. في عام 30 بعد الميلاد، غنى شباب سيتشوان أنشودة: «الثور الأصفر! البطن البيضاء! دعوا عملات وو تشو النقدية تعود». وقد سخر هذا من رموز وانغ مانج والعملات الحديدية لغونغسون شو، والتي سحبها إمبراطور هان الشرقي قوانغ وو في السنة السادسة عشرة من حكم جيان وو (40 م). وقد نُصح الإمبراطور بأن أساس ثروة أي بلد يعتمد على اقتصاد سياسي جيد، وهو ما ظهر في عملات وو تشو النقدية القديمة الجيدة، ولذلك أعاد إصدار عملات وو تشو النقدية.

### سلالة ليانغ
منذ عام 523 فصاعدًا، قررت حكومة أسرة ليانغ صب عملات وو تشو النقدية المصنوعة من الحديد نظرًا لحقيقة مفادها أن الحديد كان سهلًا نسبيًا وغير مكلف للحصول عليه في ما يُعرف اليوم بسيتشوان. العملات النقدية الحديدية التي أصدرتها أسرة ليانغ مميزة تمامًا عن العملات النقدية الحديدية الأخرى حيث تحتوي على أربعة خطوط تشع للخارج من كل زاوية من زوايا الفتحة المركزية المربعة، ولهذا السبب يشار إليها باسم «عملات الزوايا الأربع» (四出錢, sì chū qián ). وبما أنه أصبح من الشائع جدًا أن يقوم الناس بصب العملات النقدية الحديدية بشكل خاص بناءً على هذه الإصدارات الحكومية، لم يمض وقت طويل قبل أن تزيد كمياتها بشكل كبير لدرجة أنها تطلبت عربات محملة بهذه العملات النقدية الحديدية من نوع وو تشو لدفع ثمن أي شيء، وحتى يومنا هذا، لا تزال هذه العملات من نوع وو تشو شائعة جدًا بسبب الإنتاج الخاص الواسع النطاق الذي ابتليت به إصدارات الحديد هذه. بعدها، سكت العملة النقدية تايتشينغ فنغل (太清豐樂، «تاي تشينغ المزدهرة والسعيدة») في عهد الإمبراطور وو، وكان يُعتقد في الواقع أن هذه العملات النقدية كانت عبارة عن تعويذات نقدية صينية حتى وقت قريب وسميت على اسم فترة تايتشينغ (547-549).

## السلالات الخمس والممالك العشر

### مملكة مين
صادر عن وانغ شينزي:
- كايوان تونغباو ( (بالصينية: 開元通寶؛ البينيين: kāiyuán tōng bǎo)) لها نقطة كبيرة أعلاها على الجانب الخلفي.[8] وهي مصنوعة من الحديد ويرجع تاريخها إلى عام 922. نفس العملة المعدنية المصبوبة من البرونز نادرة للغاية.[8]

صادر عن وانغ يانشي:
- يونغ لونغ تونغباو (بالصينية: 永隆通寶؛ البينيين: yǒnglóng tōng bǎo) لها الحرف Min (بالصينية: 閩؛ البينيين: mǐn) على الوجه الخلفي ويأتي من منطقة فوجيان. يوجد هلال أدناه.[8] مصنوع من الحديد ويرجع تاريخه إلى عام 942.[8] كانت إحدى عملات يونغ لونغ الكبيرة هذه تساوي 10 عملات صغيرة و100 عملة رصاصية. كانت سلسلة من 500 من عملات مين الحديدية المصنوعة بشكل سيئ تسمى شعبيًا كاو (بالترجمة الحرفية 'a manacle').[8]

صادر عن وانغ يانتشنغ :
- تياندي تونغباو ( (بالصينية: 天德通寶؛ البينيين: tiān dé tōng bǎo) كانت العملات المعدنية) مصنوعة من الحديد. وعندما أُعلن وانغ يانتشنغ إمبراطورًا، غيّر اسم المملكة إلى يين، لكنه استعاد لاحقًا اسم مين. وكانت إحدى هذه العملات المعدنية الحديدية، التي سُكَّت في عام 944، تساوي 100 عملة نقدية عادية.[8]

### مملكة تشو
القائد الأعلى ما يين:
- تيانسي فوباو (بالصينية: 天策府寶؛ البينيين: tiān cè fǔ bǎo) تُصنع العملات المعدنية من الحديد. وقد مُنح ما يين، الذي كان نجارًا في الأصل، رتبة القائد الأعلى لمقاطعة تيانس، هونان، من قبل الإمبراطور تشو وين من أسرة ليانغ اللاحقة، وسك هذه العملة المعدنية في عام 911 لإحياء ذكرى هذا الحدث. أصبح ما ين فيما بعد الملك وو مو من تشو.[9]
- تشيانفينج تشوانباو (بالصينية: 乾封泉寶؛ البينيين: qiān fēng quán bǎo) مصنوعة من الحديد.[9] وفقًا للتاريخ، نظرًا لوجود الكثير من الرصاص والحديد في هونان، فقد أخذ ما ين بنصيحة وزيره قاو يو بصب عملات معدنية من الرصاص والحديد في تشانغشا في عام 925.[9] كانت إحدى هذه العملات تساوي عشرة نقود نحاسية، وكان تداولها مقتصرًا على تشانغشا.[9] كان التجار يتاجرون في هذه العملات المعدنية لصالح الدولة.[9] في عام 2000، عثر على كنز يزيد عن 3000 من هذه العملات المعدنية بالقرب من تشانغشا.[9] كما تُعرف عينات برونزية نادرة للغاية.[9]

### شو في وقت لاحق
- جوانجزينج تونجباو (بالصينية: 廣政通寶؛ البينيين: guǎng zhèngtōng bǎo) كانت العملات المعدنية البرونزية مصنوعة من البرونز والحديد.[10] صبت العملات البرونزية بواسطة Meng Chang منذ بداية هذه الفترة، 938.[10] في عام 956، بدأ صب العملات الحديدية لتغطية النفقات العسكرية الإضافية.[10] ظلت متداولة حتى عام 963.[10]

### مملكة تانغ الجنوبية
الإمبراطور يوان زونغ (لي جينغ) (943–961):
- باودا يوانباو (بالصينية: 保大元寶؛ البينيين: bǎo dà yuán bǎo) يوجد على ظهرها الحرف tian أعلاه.[11] وهي مصنوعة من الحديد ويرجع تاريخها إلى الفترة ما بين 943 و957.[11] يوجد أيضًا مثال برونزي نادر للغاية لهذه العملة.[11]

### عملة منطقة يو تشو ذاتية الحكم
أعلنت منطقة يو تشو ذاتية الحكم (割據幽州) من قبل أمير الحرب ليو رينغونغ ثم ابنه ليو شوجوانج، الذي أطاح به. تقع منطقة يوتشو في ما يعرف اليوم ببكين والمناطق المحيطة بها في مقاطعة خبي. سمحت جغرافية المنطقة لها بالحفاظ على مستوى من الحكم الذاتي خلال فترة السلالات الخمس والممالك العشر على غرار الممالك الجنوبية. أصبحت المنطقة مستقلة في عام 822، ولكن لم يبدأ حكم ليو إلا في عام 900.
أقام أمراء الحرب من أسرة ليو نظامًا وحشي، فصادروا العملات النقدية البرونزية المتداولة ثم دفنوها في كهف في جبل داآن (في بكين الحديثة)، الذي كان تحت سيطرتهم. بعد إخفاء العملات المعدنية، أمر ليو رينغونغ بإعدام جميع العمال ثم أغلق الكهف.
ونتيجة لذلك، وفي غياب العملات النقدية البرونزية، أصبح السكان يعتمدون على العملات النقدية المصنوعة من الطين في الدفع. بالإضافة إلى العملات النقدية الطينية، أصدرت حكومة منطقة يو تشو ذاتية الحكم أيضًا مجموعة متنوعة من العملات النقدية الحديدية ذات الفئات الكبيرة المصنوعة بشكل رديء. ومن بين العملات المعدنية التي أصدرها النظام كانت هناك أيضًا عملة معدنية من فئة المجرفة تحمل نقش Huobu Sanbai (貨布三百، «عملة المجرفة ثلاثمائة»)، والتي تشبه عملات المجرفة في فترة أسرة شين. ومن بين العملات النقدية الحديدية التي صُنعت في منطقة يو تشو ذاتية الحكم كانت هناك أيضًا عملات تشبه عملات وو تشو النقدية لسلالة سوي (隋五銖). علاوة على ذلك، أصدرت الحكومة المستقلة أيضًا عملات نقدية حديدية رديئة الصنع كانت تقليدًا للعملات النقدية للأنظمة السابقة ونسبت إلى يو تشو، هذه العملات النقدية الحديدية التي تحمل نقش Shuntian Yuanbao (順天元寶) لها عدد من الأحرف المختلفة على وجهها الخلفي، بما في ذلك bǎi (百، «مائة») و qiān (千، «ألف»). 
أعلن ليو شوقوانغ نفسه إمبراطور يان العظيم (大燕皇帝، Dà yàn huángdì ) متبنىًا لقب عصر Yìng tiān (應天) في عام 911، وأصدر عددًا من العملات النقدية الحديدية الجديدة. ومع ذلك، في حين أن هذه العملات النقدية الحديدية تُنسب عادةً إلى هذا النظام، إلا أن هذا الإسناد غير مقبول بشكل عام. الخط الموجود على هذه العملات النقدية يشبه الخط الموجود على العملات النقدية من قبل ليانغ اللاحق مع النقوش كايبينغ تونغباو (開平通寶) وكايبينغ يوانباو (開平元寶). علاوة على ذلك، يُعتقد عمومًا أن هناك عينة أصلية واحدة فقط من كل هذه العملات النقدية، وكلها موجودة في مجموعات خاصة للمواطنين اليابانيين، مما يعني أنها غير متاحة حاليًا لمزيد من البحث لتأكيد هذا الإسناد.

#### الأبحاث والآثار المتعلقة بعملات منطقة يو تشو ذاتية الحكم
عثر على عملات نقدية برونزية و(معظمها) حديدية تحمل نقش يونغان في بكين وحولها مع ذكر أشخاص عثروا على هذه العملات النقدية خلال فترة أسرة جين بقيادة جورشن إلى فترة أسرة تشينغ بقيادة مانشو، لم يكن الأمر كذلك حتى عشرينيات القرن العشرين عندما اكتشف عدد كبير من عملات يونغان النقدية في قرية داآن، منطقة فانغشان، بكين حيث كان معروفًا عنها أكثر. بدأ عالم العملات الصيني الشهير فانج رو (方若) البحث في هذا الموضوع لمعرفة ما إذا كان ينسب عملات يونغان النقدية إلى منطقة يو تشو ذاتية الحكم، حيث لم يكن هناك سجل واضح لنسبها في كتب التاريخ.

## سلالة سونغ

### سلالة سونغ الشمالية
بعد أن انتهت أسرة سونغ من «تهدئة» سيتشوان، أمر إمبراطور أسرة سونغ بإرسال العملات النقدية البرونزية المتداولة في المنطقة إلى عاصمة الصين في عهد أسرة سونغ. بعدها استبدلوا العملات النقدية البرونزية بعملات مصنوعة من الحديد المصبوب، مما تسبب في ارتفاع أسعار السلع في المنطقة مما أدى إلى صعوبات كبيرة للسكان المحليين.
في عام 978 كانت قيمة العملة النقدية الحديدية1⁄10 من عملة نقدية مصنوعة من سبائك النحاس.
منذ بداية الأسرة، استخدمت العملات الحديدية على نطاق واسع في سيتشوان وشنشي في الوقت الحاضر حيث لم يكن النحاس متاحًا بسهولة.  بين عامي 976 و984، أنتج ما مجموعه 100000 سلسلة من العملات الحديدية في فوجيان أيضًا. في عام 993، كان من أجل دفع ضريبة الأراضي، كانت قطعة واحدة من الحديد تساوي قطعة برونزية واحدة، وبالنسبة لمرتبات الموظفين والجنود، كانت قطعة برونزية واحدة تساوي خمس قطع من الحديد، ولكن في التجارة كانت هناك حاجة إلى عشر قطع من الحديد مقابل قطعة برونزية واحدة. في عام 1005، أنتجت أربع دور سك في سيتشوان أكثر من 500 ألف سلسلة من العملات الحديدية سنويًا. انخفض هذا العدد إلى 210,000 سلسلة بحلول بداية فترة تشينجلي (1041). في هذا الوقت، صدرت أوامر إلى دور سك العملة بصب 3 ملايين سلسلة من النقود الحديدية لتغطية النفقات العسكرية في شنشى. ومع ذلك، بحلول عام 1056، انخفض إنتاج الصب إلى 100000 خيط سنويًا، وفي عام 1059، توقف سك العملة لمدة 10 سنوات في جياتشو وكيونغتشو، ولم يتبق سوى شينغتشو لإنتاج 30000 خيط سنويًا.
 
خلال فترة شينينغ (من عام 1068)، زاد عدد سك العملات، وبحلول فترة يوانفينج (من عام 1078) ورد أنه كان هناك تسعة دور سك عملات حديدية، ثلاثة في سيتشوان وستة في شنشي، تنتج أكثر من مليون سلسلة سنويًا. وبعد ذلك، انخفض الإنتاج تدريجيا.
على الرغم من أن إنتاج العملة النحاسية كان قد توسع بشكل كبير بحلول عام 1085، فقد أغلقت حوالي خمسين منجمًا للنحاس بين عامي 1078 و1085. على الرغم من وجود عدد أكبر من مناجم النحاس في المتوسط في شمال الصين في عهد أسرة سونغ مقارنة بأسرة تانغ السابقة، إلا أن هذه الحالة انعكست خلال عهد أسرة سونغ الجنوبية مع انخفاض حاد ونضوب رواسب النحاس المستخرجة بحلول عام 1165. على الرغم من وفرة النقود النحاسية في أواخر القرن الحادي عشر، فإن استبدال المستشار وانغ أنشي للعمالة السخرة بالضرائب واستيلاء الحكومة على قروض التمويل الزراعي يعني أن الناس أصبحوا الآن مضطرين إلى إيجاد نقود إضافية، مما أدى إلى ارتفاع سعر النقود النحاسية التي ستصبح نادرة. ولجعل الأمور أسوأ، خرجت كميات كبيرة من العملة النحاسية التي أصدرتها الحكومة من البلاد عبر التجارة الدولية، في حين سعت أسرة لياو وشيا الغربية بنشاط إلى تبادل عملاتها المعدنية المصنوعة من الحديد بعملات سونغ النحاسية. وكما يتضح من مرسوم صدر عام 1103، أصبحت حكومة سونغ حذرة بشأن تدفق العملة الحديدية إلى إمبراطورية لياو عندما أمرت بخلط الحديد بالقصدير في عملية الصهر، وبالتالي حرمان لياو من فرصة صهر العملة لصنع أسلحة حديدية.
حاولت الحكومة حظر استخدام العملة النحاسية في المناطق الحدودية والموانئ البحرية، لكن العملة النحاسية التي أصدرتها أسرة سونغ أصبحت شائعة في اقتصادات لياو وغرب شيا واليابان وجنوب شرق آسيا. كانت حكومة سونغ تتجه إلى أنواع أخرى من المواد لعملتها من أجل تخفيف الطلب على دار سك العملة الحكومية، بما في ذلك إصدار العملات الحديدية والأوراق النقدية الورقية. في عام 976، كانت نسبة العملة الصادرة باستخدام العملات النحاسية 65%؛ وبعد عام 1135، انخفضت هذه النسبة بشكل كبير إلى 54%، وهي محاولة من جانب الحكومة لخفض قيمة العملة النحاسية.
كانت النقابات التجارية في مقاطعة سيتشوان أول من قام في جميع أنحاء العالم بتطوير خطابات التبادل المقبولة رسميًا، أو النقود الورقية، في أشكال جياوزي (交子)، وتشيانيين (錢引)، وفيقيان (飛錢)، وهي الأشكال الأولى من العملات الورقية التي زودت بأمن العملات النقدية الحديدية.

#### الإمبراطور تايزو (960-976)
- سونغيوان تونغباو. (بالصينية: 宋元通寶؛ البينيين: sòng yuán tōng bǎo). مكتوب بخط li.[18] يعتمد النقش على سلسلة Kaiyuan Tongbao من العملات النقدية.[18] لها وزن اسمي 1 تشيان. توجد نقاط وهلالات مختلفة على الوجه الخلفي.[18] صبت لأول مرة في عام 960 ثم حتى نهاية عهد الإمبراطور تايزو .[18] بدأ صب العملات النقدية الحديدية في Baizhangxian ، Yazhou، في سيتشوان، من عام 970. عشرة أفران تصب 9000 خيط في السنة.[18]

- تايبينغ تونغباو (بالصينية: 太平通寶؛ البينيين: tài píng tōng bǎo) (976-989).[19] مكتوب بخط لي. توجد نقاط وهلالات مختلفة على الوجه الخلفي.[19] توجد أيضًا عملات نقدية حديدية تحمل هذا النقش. تأتي العملات الصغيرة الحديدية من سيتشوان وكان 10 منها يعادل عملة برونزية واحدة.[19] تحتوي العملة النقدية الحديدية الكبيرة على نقطة كبيرة أعلاها على الوجه الخلفي. صبت هذه العملة في جياناو، فوجيان في عام 983، وكان من المفترض أن تعادل 3 عملات برونزية.[19]
- تشون هوا يوانباو (بالصينية: 淳化元寶؛ البينيين: chún huà yuánbǎo) (990-994). مكتوبة بالخط العادي والجاري والعشبي.[19] هناك أيضًا عملات حديدية صغيرة وكبيرة.[19] لها قيمة اسمية 10. في عام 991، كانت هناك حاجة إلى 20000 عملة حديدية في السوق مقابل لفة واحدة من الحرير. طلبوا الإذن بتعديل الصب إلى عملات بقيمة عشرة في نمط الخط الإمبراطوري. في عام واحد تم صب 3000 خيط فقط. لم تعتبر ملائمة لذلك اوقفوا الصب.[19]

#### الإمبراطور تشن زونغ (998-1022)
- شيانبينج يوانباو (بالصينية: 咸平元寶؛ البينيين: xián píng yuánbǎo) (998-1003).[19] مكتوبة بخط عادي.[19] توجد في كل من البرونز والحديد.[19]
- جينجدي يوانباو (بالصينية: 景德元寶؛ البينيين: jǐng dé yuánbǎo) (1004–1007).[19] مكتوبة بخط عادي. وهي مصنوعة من البرونز؛[19] الحديد بقيمة اثنين؛[19] أو الحديد بقيمة عشرة.[19] سكت العملات النقدية الكبيرة من الحديد في جياتشو وكيونغتشو في سيتشوان في عام 1005.[19] كان وزن كل منها 4 تشيان.[19]
- شيانغفو يوانباو (بالصينية: 祥符元寶؛ البينيين: xiáng fú yuánbǎo) (1008-1016).[19] مكتوبة بخط عادي. وهي مصنوعة من البرونز أو الحديد.[19] تأتي بأحجام متوسطة وكبيرة.[19] صبت العملات المعدنية الحديدية الكبيرة من عام 1014 إلى عام 1016 في ييتشو، سيتشوان.[19] كانت قيمتها الاسمية 10 نقود ووزنها 3.2 تشيان.[19]
- تيانشي تونغباو (بالصينية: 天禧通寶؛ البينيين: tiān xǐ tōng bǎo) (1017-1022).[19] مكتوبة بخط عادي.[19] وهي مصنوعة من البرونز أو الحديد.[19] في هذا الوقت، كانت هناك دور سك عملات نحاسية في يونغ بينغ في جيانغشي، ويونغفينغ في آنهوي، وكوانغ نينج في فوجيان، وفينغو في شانشي، وفي العاصمة.[19] كان هناك أيضًا ثلاث دور سك عملات حديدية في سيتشوان.[19]

#### الإمبراطور رينزونغ (1022-1063)
- مينغداو يوانباو (بالصينية: 明道元寶؛ البينيين: míngdào yuánbǎo) (1032-1033).[20] مكتوبة بخط الختم والخط العادي.[20] هناك أيضًا عملات نقدية حديدية تحمل هذا النقش.[20]
- جينجيو يوانباو (بالصينية: 景祐元寶؛ البينيين: jǐng yòu yuánbǎo) (1034–1038).[20] مكتوبة بخط مختوم وخط عادي. توجد عملات حديدية صغيرة وكبيرة.[20]
- هوانغسونج تونغباو (بالصينية: 皇宋通寶؛ البينيين: huáng sòng tōng bǎo) تستخدم عملات (1039-1054) ختمًا وكتابة منتظمة، ولها العديد من الاختلافات.[20] وهي مصنوعة من الحديد ولها شكلان إما بأحرف صغيرة أو كبيرة.[20] ترتبط العملات المعدنية الحديدية ذات الأحرف الصغيرة بالصب في شنشي وشانشي في فترة تشينغ لي (من 1044).[20] ترتبط العملات النقدية الحديدية ذات الأحرف الكبيرة بدور سك النقود في سيتشوان. تقول التواريخ أن عملة هوانغ سونغ صبت في باويوان 2 - 1039.[20] نظرًا لأنها شائعة إلى حد ما، ولا توجد نقود برونزية صغيرة من الفترات الثلاث التالية، يبدو أنها صدرت لأكثر من عام واحد.[20]
- كانجدينج يوانباو (بالصينية: 康定元寶؛ البينيين: kāngdìng yuánbǎo) (1040).[20] مكتوبة بخط لي.[20] وهي مصنوعة من الحديد وتأتي بأحجام صغيرة ومتوسطة.[20]
- تشينغلي تشونغباو (بالصينية: 慶歷重寶؛ البينيين: qìnglì zhòng bǎo) (1041–1048). مكتوبة بخط عادي.[20] هناك نوعان: عملات برونزية كبيرة وعملات حديدية كبيرة.[20] صبت عملات تشينغ لي البرونزية الكبيرة، والتي كان من المفترض أن تساوي 10 نقود، في جيانغنان لتمويل الحرب مع إمبراطورية تانغوت شيا الغربية.[20] صبت العملات الحديدية في شانشي ومحافظات أخرى. تسببت العملات النقدية الكبيرة في ارتفاع الأسعار، مما تسبب في التضخم، وعانت المصالح العامة والخاصة.[20] في عام 1048، خفضت قيمة العملات الحديدية الكبيرة إلى 3 نقود حديدية.[20]

### سلالة سونغ الجنوبية
شهدت أسرة سونغ الجنوبية ظهور النقود الورقية ، في حين أصبحت العملات المعدنية نادرة بشكل متزايد. كما بدأ استخدام العملات النقدية الحديدية بأعداد أكبر، في البداية بسبب نقص النحاس، ولكن في وقت لاحق حتى مع العثور على المزيد من النحاس، ظل إنتاج العملات النقدية الحديدية أرخص، كما جعلت وفرة الحديد إنتاجها أكثر جاذبية للحكومة، في حين أن العديد من المشاكل مثل حقيقة أن الحديد يصعب نقشه، وأن الحديد يتآكل بشكل أسرع ضمنت استمرار إنتاج العملات النقدية النحاسية. من عام 1180 وحتى نهاية عهد أسرة سونغ، أنتجت الحكومة عددًا قليلًا جدًا من العملات البرونزية، حيث كانت الأفضلية للحديد، وذلك لأن العملات النقدية البرونزية كانت بحاجة إلى خط معين كان أكثر تعقيدًا في الإنتاج.

## سلالة تشينغ

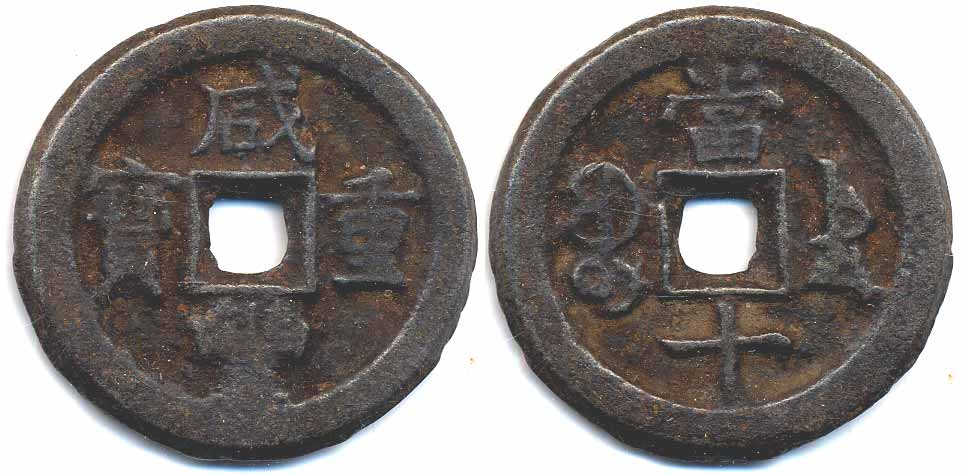
عملة نقدية حديدية من فئة Xianfeng Zhongbao (咸豐重寶) بقيمة 10 ون.

خلال الشهر الثاني من عام 1854، قامت حكومة أسرة تشينغ بتكملة نظام عملات شيانفينج المتدهور بالفعل بعملات نقدية حديدية. كانت القيمة الجوهرية للعملات النقدية الحديدية أقل بكثير من قيمة عملات Zhiqian و Daqian المصنوعة من سبائك النحاس. كان الهدف الذي وضعته الحكومة من تقديم العملات النقدية الحديدية هو توفير التغيير الصغير لسوق كان في أمس الحاجة إليه، حيث كان السوق الصيني غارقًا بالفعل في عملات نقدية كبيرة الحجم، وأصبحت العملات النقدية من فئة 1 ون Zhiqian نادرة بحلول هذه المرحلة.
شملت فئات العملات النقدية الحديدية التي طرحت حديثًا 1 ون، و5 ون، و10 ون. تمثل القيمة الجوهرية لعملة نقدية حديدية بقيمة 1 ون انخفاضًا بنسبة 70% مقارنة بعملة Zhiqian المصنوعة من سبائك النحاس بقيمة 1 وين. كان سعر الحديد في السوق في عام 1854 هو 40 ون (بالعملة الصينية) للقطعة الواحدة. يمكن صب قطعة من الحديد في 133 قطعة نقدية من الحديد بقيمة 1 ون، أو 66 قطعة نقدية من الحديد بقيمة 5 ون (والتي سيكون لها إجمالي قيمة اسمية 330 ون )، أو 53 قطعة نقدية من الحديد بقيمة 10 ون (والتي سيكون لها إجمالي قيمة اسمية 530 ون). إذا تجاهلنا تكلفة تصنيع العملة الصينية نفسها، فإن عملة نقدية من الحديد بقيمة 1 ون تشير إلى انخفاض قيمتها بنسبة 70%. أنتجت العملات النقدية الحديدية بسهولة باستخدام خردة الحديد، والتي بلغت تكلفتها في السوق 15 وونًا لكل قطعة في عام 1854.
في حين سكت العملات النقدية الحديدية في البداية بشكل أساسي من قبل دار سك وزارة الإيرادات ودار سك وزارة الأشغال العامة في بكين، أنشأت حكومة أسرة تشينغ بعد ذلك دار سك عملات نقدية حديدية محددة، تُعرف باسم مكتب النقد الحديدي (鐵錢局). كما قام مكتب النقد الحديدي بتخزين العملات النقدية الحديدية أيضًا. في حين أن أرقام الإنتاج الفعلية لعملات النقد الحديدية تظل غير واضحة بسبب الإدخالات المحدودة عنها في السجلات التي تحتفظ بها خزانة تشينغ، فقد قدر بينج شين وي، بناءً على المعلومات التي جمعها من النصب التذكارية لحكومة تشينغ، أنه كان هناك إنتاج سنوي متوسط قدره 1,808,160 سلسلة من عملات النقد الحديدية بين عامي 1854 و1855 وإنتاج سنوي قدره 1,360,920 سلسلة من عملات النقد الحديدية خلال الأعوام من 1856 حتى 1859.
في يناير من عام 1855، بدأت مقاطعة تشيلي في صب العملات النقدية الحديدية، وكانت عملية صب تجريبية لمدة عام واحد تهدف إلى تسليم 120 ألف سلسلة من العملات النقدية القياسية لإحضارها إلى بكين. نفذ هذا العمل بعد ذلك بواسطة أحد فروع دار سك النقود الصينية التي تحتوي على 10 أفران والتي كانت تقع خارج الضواحي الغربية لمدينة باودينغ بجوار معبد لينجيو (靈雲宮). في مايو من عام 1857، عدلت أفران النحاس الأربعة الموجودة في دار سك العملة الإقليمية الرئيسية في تشيلي في باودينغ لتصبح أفرانًا لعملات نقدية حديدية وأضيف فرن جديد لعملات نقدية حديدية، وفي الوقت نفسه تمت إضافة 10 أفران جديدة لإنتاج عملات نقدية حديدية إلى دار سك العملة الفرعية في تشيلي. توقفت دار سك العملة الإقليمية في تشيلي عن إنتاج العملات النقدية الحديدية فئة 10 ون في يونيو 1857.
تقرر أيضًا افتتاح مصانع سك العملات النقدية الحديدية في مدن تيانجين وتشنغدينغ ودامينغ لإنتاج عملات نقدية حديدية بقيمة 1 ون، ولكن مدينة تشنغدينغ وحدها هي التي أنشأت مصنعًا لعملات نقدية حديدية يحتوي على 10 أفران تعمل. في يوليو من عام 1859 كان هناك ما مجموعه 35 فرنًا لإنتاج العملات النقدية الحديدية في مدينتي باودينغ وتشنغدينغ وفي ذلك الوقت صبت حوالي 1000000 سلسلة من العملات النقدية الحديدية في كلا الدارين. نظرًا لأن الشعب الصيني لم يكن يستخدم العملات النقدية الحديدية، فقد ورد أنه سيغلق 30 فرنًا في تشنغدينغ (والتي من المفترض أنها تشمل أيضًا أفران فرع دار سك العملة الإقليمية في تشيلي). في نوفمبر 1859، أغلقت أفران العملات النقدية الحديدية الخمسة المتبقية الواقعة في باودينغ.
كانت وظيفة العملات النقدية الحديدية مشابهة لوظيفة داتشيان، حيث استخدمت في المقام الأول كوسيلة لمواصلة دفع رواتب عمال البانرمان وغيرهم من موظفي الحكومة. وفقًا لمذكرات حكومة تشينغ التذكارية، فقد استخدمت كميات كبيرة من العملات النقدية الحديدية كوسيلة لدفع الرواتب بين عامي 1856 و1857 بسبب تبرير ملحوظ مفاده أن «الجمهور الصيني كان يتوق إلى تغيير بسيط». وبحلول عام 1856، انخفضت قيمة العملات المعدنية النقدية من فئة 10 ون بشكل كبير، مما أدى إلى استبعادها من التداول العام. من هذه النقطة فصاعدًا، ستبقى فقط العملات النقدية الحديدية من فئة 1 ون متداولة بشكل عام، ومع ذلك، كان من الشائع أن ترفضها المتاجر كشكل من أشكال الدفع، وكان هناك تزييف واسع النطاق للعملات النقدية الحديدية، مما أدى إلى انخفاض ثقة الجمهور بها.
لا يذكرهم من هذه النقطة سوى إدخال واحد في أرشيف حكومة تشينغ، حيث ورد أنه في عام 1856، كان لدى حكومة أسرة تشينغ 431,515.849 سلسلة من العملات النقدية الحديدية مودعة في خزانة الخزانة الإمبراطورية. يمكن اعتبار هذا الإدخال بمثابة دليل تكميلي يشير إلى أن العملات النقدية المصنوعة من سبائك النحاس اختفت تمامًا تقريبًا في هذا العام أو قبله. سرعان ما أصبحت العملات النقدية الحديدية عديمة القيمة، وقاموا بتعليق سكها في النهاية في عام 1859.

## متحف العملات النقدية الحديدية
يوجد في مدينة سانغتشو متحف مخصص للعملات النقدية الحديدية التي أٌنتجت خلال فترة أسرة سونغ والمعروفة باسم Tieqian Ku ( (بالصينية التقليدية: 鐡錢庫؛ بالصينية المبسطة: 铁钱库؛ البينيين: tiě qián kù))، والتي تُترجم حرفيًا إلى الإنجليزية إما على أنها «خزانة العملات النقدية الحديدية» أو «دار سك العملات النقدية الحديدية».